# Lago de Resia

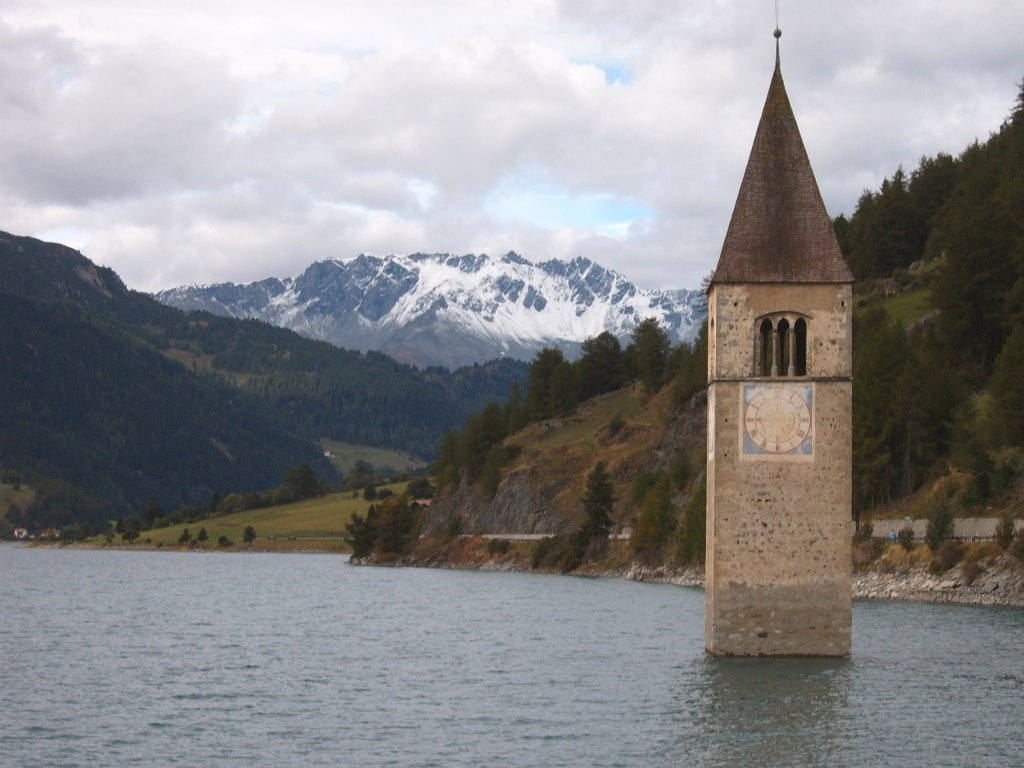
Vista del campanario en el lago de Resia

El lago de Resia o lago de Reschen (en alemán: Reschensee; en italiano: Lago di Resia) es un lago artificial ubicado en la porción occidental de la italiana provincia de Bolzano-Bozen, cerca del paso de Resia y a 2 km de la frontera austriaca. Con su capacidad de 120 millones de metros cúbicos es el lago más grande de la provincia. Lo alimentan los ríos Adigio, Rojenbach y Karlinbach y es drenado por el Adigio.
Los planes para un lago artificial más pequeño, de 5 metros de profundidad, datan de 1920. En julio de 1939, la compañía Montecatini (hoy Edison Energia) presentó un nuevo plan para un lago de 22 metros de profundidad, que unificaría dos lagos naturales (Reschensee y Mittersee) y sumergiría varios pueblos, incluyendo Graun y parte de Resia. La creación del pantano comenzó en abril de 1940, pero debido a la guerra y la resistencia local, no acabó hasta julio de 1950. Irónicamente, en 1947 Montecatini recibió 30 millones de francos suizos de la compañía suiza Elektro-Watt para la construcción del pantano (a cambio de 10 años de electricidad de temporada) después de que la población local votase contra los planes de la compañía de construir un pantano que habría sumergido el pueblo suizo de Splügen. La población de Graun no tuvo el mismo éxito, a pesar de encontrar un partidario en Antonio Segni, quien más tarde se convertiría en el primer ministro de Italia. En total 163 casas y 523 hectáreas de tierra cultivada quedaron sumergidas.
El campanario del siglo XIV aún se ve. En el invierno, cuando el lago se congela, la torre se puede alcanzar a pie. Una leyenda dice que durante el invierno uno puede aún oír las campanas sonando. En realidad, las campanas se quitaron del campanario el 18 de julio de 1950, una semana antes de que se demoliera la iglesia y se formara el lago.

## Galería

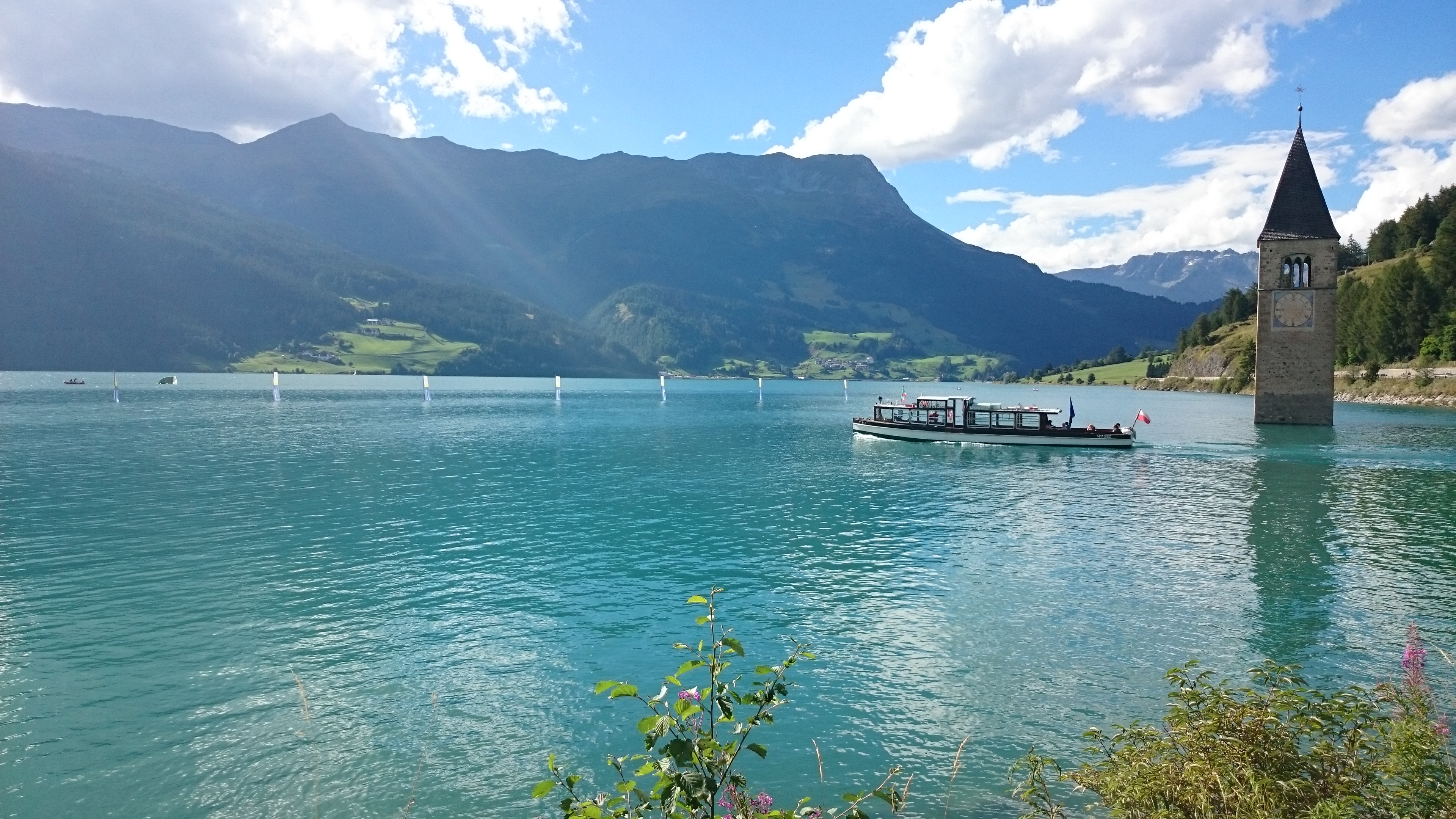
Verano - el campanario sumergido en agua.
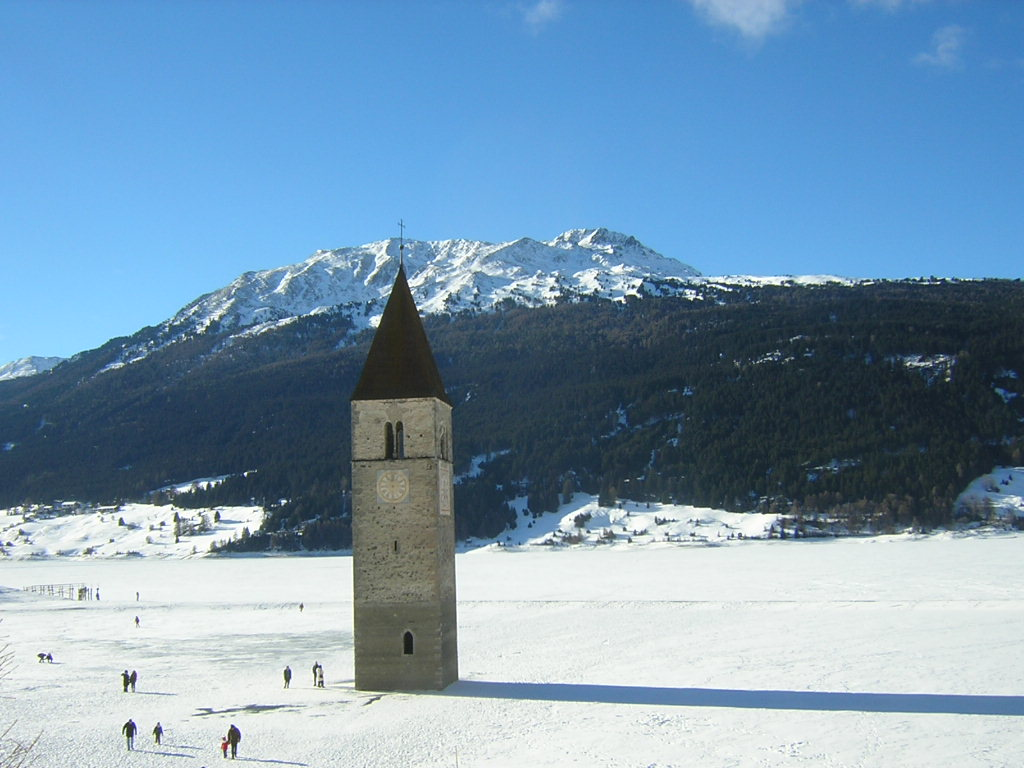
Invierno - el campanario rodeado por el hielo.